# 阿其克管理区
阿其克管理区，是中国新疆维吾尔自治区和田地区洛浦县下辖的一个乡镇级行政单位。

## 行政区划
阿其克管理区共辖以下地区：
央塔克勒村、吾鲁格勒村、比来勒克村、喀勒台拜勒村。